# 郝彬
郝彬（1259年—1320年），字景文。元朝大臣，霸州信安（今河北霸州市）人，元武宗时中书参知政事。
郝彬十六岁时，充任皇太子真金宿卫。至元二十年（1283年）出任扬州路治中。元世祖至元二十二年（1285年）转任同知淮西道宣慰司事，管理屯田，有治理成绩。当时江淮财赋总管府掌管东宫田赋，他担任总管，革除弊政，罢黜四提举司。元成宗时，以行户部尚书整顿两淮盐法，建仓储运。入朝为工部尚书、户部尚书。元武宗至大元年（1308年），担任江西行省参知政事。至大二年（1309年），入朝任中书参知政事，因为尚书省由脱虎脱、三宝奴主持，弊政迭生，郝彬于是称病辞职。元仁宗时，再任大司农卿，不久因病回乡。

## 延伸阅读
[在维基数据编辑]
 《元史·卷170》，出自宋濂《元史》
 《新元史/卷186》，出自柯劭忞《新元史》